# Assistant Secretary of State for Consular Affairs

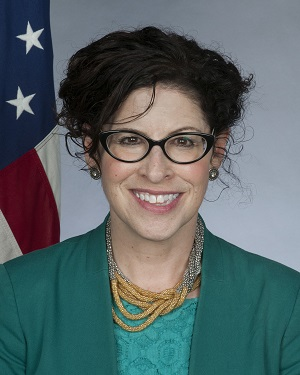
Rena Bitter, derzeitige Assistant Secretary

Organigramm: Die administrative Gliederung des Außenministeriums (englisch)

Der Assistant Secretary of State for Consular Affairs ist ein Amt im Außenministerium der Vereinigten Staaten und Leiter des Bureau for Consular Affairs. Er untersteht dem Under Secretary of State for Management.
Der Kongress der Vereinigten Staaten gründete mit dem Immigration and Nationality Act of 1952 am 27. Juni 1952 das Bureau of Security and Consular Affairs, welches von einem administrator geleitet wurde, dessen Rang mit dem eines Assistant Secretary of State gleichwertig war. 1977 änderte der Kongress seinen Namen mit dem Foreign Relations Authorization Act for Fiscal Year 1978 zu Bureau for Consular Affairs, welches von einem Assistant Secretary of State geleitet wurde.

## Amtsinhaber
| Amtszeit  | Name                            | Bemerkung        |
| --------- | ------------------------------- | ---------------- |
| 1953–1957 | Robert Walter Scott McLeod      |                  |
| 1957–1958 | Roderic L. O’Connor             |                  |
| 1959–1962 | John Wesley Hanes III           |                  |
| 1962–1966 | Abba Philip Schwartz            |                  |
| 1968–1974 | Barbara Mae Watson              |                  |
| 1975–1977 | Leonard Frederick Walentynowicz |                  |
| 1977–1980 | Barbara Mae Watson              |                  |
| 1980–1983 | Diego Cortes Asencio            |                  |
| 1983–1989 | Joan Margaret Clark             |                  |
| 1989–1992 | Elizabeth M. Tamposi            |                  |
| 1993–2002 | Mary A. Ryan                    |                  |
| 2002–2008 | Maura Ann Harty                 |                  |
| 2008–2014 | Janice Lee Jacobs               |                  |
| 2015–2017 | Michele Thoren Bond             |                  |
| 2017      | David T. Donahue                | geschäftsführend |
| 2017–2020 | Carl C. Risch                   |                  |
| 2020–2021 | Mora Namdar                     | geschäftsführend |
| 2021      | Ian G. Brownlee                 | geschäftsführend |
| 2021–     | Rena Bitter                     |                  |